# Aberrantidrilus
Aberrantidrilus is een geslacht van ringwormen (Annelida) uit de familie van de Naididae.

## Soorten
- Aberrantidrilus cuspis (Erséus & Dumnicka, 1988)
- Aberrantidrilus mihaljevici Vučković, Rodriguez & Kerovec, in Rodriguez et al. 2020
- Aberrantidrilus stephaniae Martin, 2015
- Aberrantidrilus subterraneus (Rodriguez & Giani, 1989)